# انئید

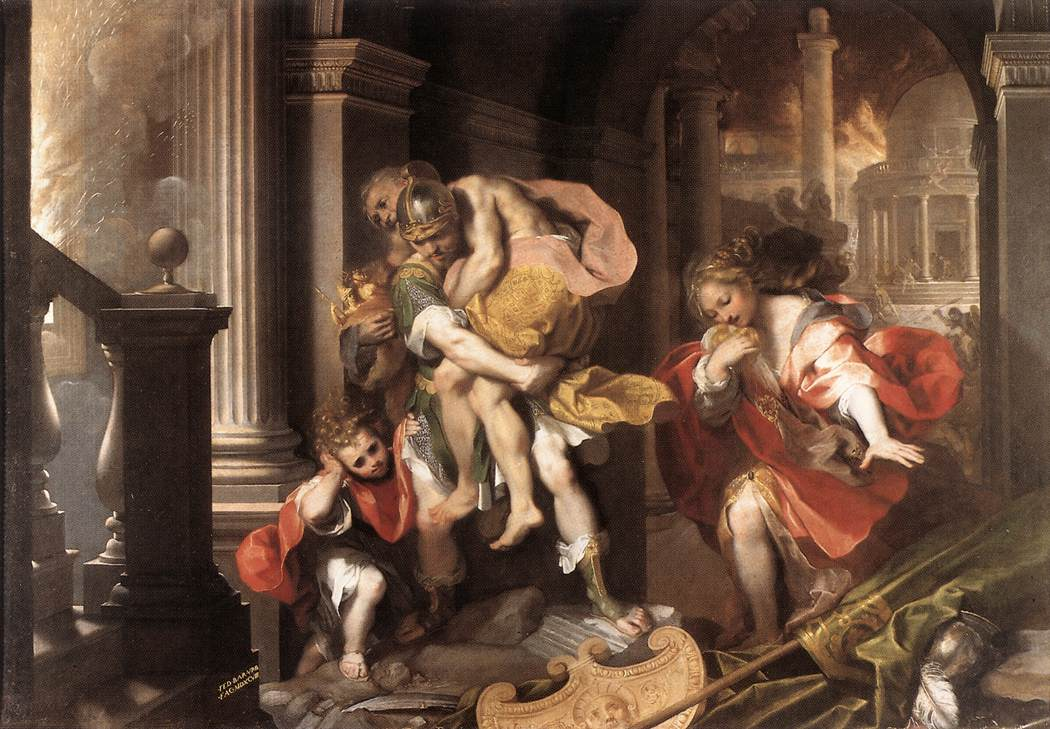
آینیاس از تروای آتش‌گرفته می‌گریزد، اثر فدریکو باروچی، ۱۵۹۸

انئید (به فرانسوی: Énéide) یا آینه‌ایس (به لاتین: Aeneis) یک حماسه لاتین است. کتاب انئید توسط شاعر رومی ویرژیل بین ۲۹ پیش از میلاد و ۱۹  پیش از میلاد نوشته شده‌است، شامل ۹۸۹۶ سطر است. شش کتاب اول از دوازده کتاب شعر، داستان سرگردانی آئنیاس از تروا به ایتالیا را بیان می‌کند و نیمه دوم شعر در نهایت از تروایی‌ها می‌گوید که پس از جنگ پیروزمندانه بر لاتین‌ها، قرار است زیر فرمان آئنیاس و پیروان تروایی او قرار گیرند.
قهرمان آئنیاس قبلاً با افسانه و اسطوره جهان یونانی رومی شناخته شده بود، زیرا شخصیتی در ایلیاد بود. ویرژیل داستان‌های منقطع سرگردانی آئنیاس، ارتباط مبهم او با بنیاد روم باستان و توصیف او به عنوان شخصیتی بدون ویژگی ثابت را اقتباس کرد و در انئید او را به یک اسطوره اصلی یا حماسه ملی قانع‌کننده تبدیل کرد که روم را به افسانه‌های تروا گره زد، جنگ‌های پونی را توضیح داد، فضایل سنتی رومی را تجلیل کرد و دودمان ژولیو کلودین به عنوان نوادگان بنیانگذاران، قهرمانان و خدایان روم و تروا را مشروعیت بخشید.
انئید به‌طور گسترده به عنوان شاهکار ویرژیل و یکی از بزرگ‌ترین آثار ادبیات لاتین شناخته می‌شود.
این منظومه حماسی دربردارنده داستان آئنیاس (فرزند ونوس یا همان آفرودیت و پهلوان تروایی، آنخیسس) پهلوان به‌جاماندهٔ تروایی است که در زمان سوختن تروا در آتش، پدر خود آنخیسس را به دوش گرفته و نجات یافت، درحالی‌که در آن حادثه همسر خویش را از دست داد. او پس از ماجراهایی طولانی توانست خود را به نواحی ایتالیا برساند. این منظومه توسط میرجلال‌الدین کزازی به فارسی ترجمه شده‌است.
ترجمهٔ تحت‌اللفظی بند نخست منظومه انئید این‌گونه است:
«از جنگ‌افزارها و مردی می‌سرایم، که رانده به‌دست سرنوشت، از کرانه‌های تروآ، نخست به ایتالیا و کران‌های لاوینیوم آمد. او، بر اثر خشم بی‌امان یونو ددمنش، با نیروی خدایان فرازین، بسی بر زمین و بر دریا افکنده شد. بسی رنج برد و پیکارها دید تا این‌که توانست شهری بنیاد نهاده ایزدان لاتیوم را بدان جای آورد. از آنجا بود که تبار لاتین‌ها آمد و پدران آلبایی، و حصارهای رم ارجمند.»

## داستان

### اساطیر و ریشه‌ها
انئید را می‌توان بر اساس موضوع متفاوت کتاب‌های ۱–۶ (سفر آئنیاس به لاتیوم در ایتالیا) که معمولاً با «ادیسه» هومر مرتبط است و کتاب‌های ۷ تا ۱۲ (جنگ در لاتیوم) که منعکس کننده «ایلیاد» است، به دو قسمت تقسیم کرد. این دو نیمه معمولاً منعکس کننده جاه طلبی ویرژیل برای رقابت با هومر با پرداختن به مضامین سرگردانی «ادیسه» و مضامین جنگی «ایلیاد» هستند. با این حال، این یک شباهت تقریبی است که باید محدودیت‌های آن را در نظر داشت.
اگرچه داستان قطعی فرار آئنیاس از تروای سقوط کرده و یافتن خانه جدیدی در ایتالیا و در نتیجه تبدیل شدن به جد رومیان توسط ویرژیل تدوین شد، اما افسانهٔ ماجراهای آئنیاس پس از تروآ قرن‌ها پیش از اوست. زمانی که سکونتگاه‌های یونانی از قرن ششم قبل از میلاد شروع به گسترش کردند، مستعمره‌نشینان یونانی اغلب سعی می‌کردند محل‌ها، خانه‌ها، و مردم بومی که در آنجا پیدا می‌کردند، را به اسطوره‌های از پیش موجود خود به یکدیگر پیوند بدهند و متصل کنند.  «ادیسه» حاوی سفرهای ادیسه در بسیاری از کشورهای دور قبلاً چنین پیوندی ارائه شده‌است. داستان انئید نه فقط عنصر رومی، بلکه ترکیبی از عناصر مختلف یونانی، اتروسکی، لاتین و رومی را منعکس می‌کند. تروآ روایت بسیار مناسبی را برای مستعمره‌نشینان یونانی در مگنا گراسیا (جنوب ایتالیا) و سیسیل فراهم کرد که می‌خواستند سرزمین‌های جدید خود را به خودشان پیوند دهند، و اتروسک‌ها، که ابتدا داستان آئنیاس را در ایتالیا پذیرفتند و به سرعت با او مرتبط شدند. گلدان‌های یونانی در اوایل قرن ششم قبل از میلاد شواهدی برای این روایت‌های اساطیری اولیه یونانی از تأسیس شدن توسط آئنیاس ارائه می‌کنند. یک خانه جدید در اتروریا قبل از ویرژیل با اختلاف بسیار زیاد، و او در لاوینیوم شناخته شده بود، در شهری که او تأسیس کرد، پرستش می‌شد. کشف سیزده محراب بزرگ در لاوینیم نشان‌دهنده نفوذ یونانیان اولیه است که مربوط به قرن ششم تا چهارم قبل از میلاد است. در قرن‌های بعد، رومی‌ها با مستعمرات یونانی در تماس بودند، آنها را تسخیر کردند و افسانه آئنیاس را در روایت‌های اساطیری خود قرار دادند. به احتمال زیاد آنها به‌طور کامل به اسطوره‌های یونانی علاقه‌مند شدند — و ادغام آنها در افسانه‌های بنیادی خودشان در مورد روم و مردم روم — پس از جنگ علیه پادشاه پیروس اپیروسی در ۲۸۰ قبل از میلاد، استفاده از تروآ راهی برای وارد کردن رم به سنت تاریخی یونانی مانند آنچه در گذشته برای یونانیان وجود داشت به وجود آورد تا یونانیان بتوانند به این وسیله خود را به سرزمین‌های جدید خود پیوند دهند.

## خلاصه داستان
کتاب اول

پالانتیوم در نقشه سفر آئنیاس در انئید

پس از جنگ تروآ و سوختن شهر «تروآ (شهر)»، اهالی آن به هر سوی مهاجرت کردند. از جمله «آئنیاس» و یارانش به سوی ایتالیا بادبان کشیدند. اما ایزدبانو «یونو» که به سبب حسادت دیرین به زیبایی «ونوس» ایزدبانوی زیبایی، دشمن تروآیی‌ها بود، کشتی ایشان را دستخوش طوفان گرداند تا غرقشان کند. ونوس که مادر آئنیاس نیز هست، به کمک پسرش شتافت و کشتی او را به ساحل کارتاژ انداخت. آئنیاس و یارانش به نزد دیدو (ملکه کارتاژ) رفتند و از او برای رفتن به ایتالیا یاری طلبیدند.
ونوس از بیم آن که یونو باز دخالت کند و جان آئنیاس و یارانش را به خطر اندازد، پسر دیگر خود «کوپیدو»، ایزد عشق را روانه آئنیاس می‌کند تا در هیئت کودکی حامل هدایا، در مجلس بزم بر زانوی شهبانوی کارتاژ نشسته، عشق آئنیاس را در سینه او بدمد. شهبانو دیدو که اینک عاشق آئنیاس شده، از او درخواست می‌کند که داستان جنگ تروآ را بازگو کند.

## کتاب دوم
آئنیاس، داستان واپسین روز جنگ تروا را بازمی‌گوید: یونانیان اسبی چوبی را با دلاورترین مردان خود پر می‌کنند و بر در تروآ گذاشته، ساحل را ترک می‌کنند. جاسوسی یونانی در لباس یک فراری، به تروآیی‌ها می‌گوید که این اسب پیشکش یونانیان به ایزدبانویی است که به معبدش توهین کرده‌اند، و خود به سرعت به یونان بازگشته‌اند تا تندیس خدایان خود را همراه آورند تا مگر به شفاعت آن‌ها از خشم ایزدبانو در امان بمانند؛ و اگر تروآیی‌ها آن اسب پیشکشی را وارد شهر خود کنند، ایزدبانو بر یونانیان خشم خواهد گرفت.
تروآیی‌ها اسب را وارد شهر می‌کنند، و نیمه شب مردان یونانی از آن به در ریخته، تروآ را به آتش می‌کشند. آئنیاس با دلیری می‌جنگد و در میانه نبرد چشمش به «هلن» زیباروی که مسبب تمام این فجایع است می‌افتد و قصد کشتنش را می‌کند، اما مادرش ونوس او را بازمی‌دارد و به حفظ خانواده و گریز از شهر می‌خواند. آئنیاس با خانواده‌اش و کسانی که بعدتر به او می‌پیوندند از تروآ ویران می‌گریزد.

## کتاب سوم
پس از فرار از تروا، او بازماندگان را به سواحل آنتاندر هدایت می‌کند، جایی که آنها ناوگان جدیدی از کشتی‌ها را می‌سازند. آنها ابتدا به تراکیه می‌روند، جایی که آئنیاس برای قربانی کردن آماده می‌شود. وقتی ریشه و شاخه‌های درخت را پاره می‌کند، خون تیره زمین و پوست آن را خیس می‌کند. درخت با او صحبت می‌کند و نشان می‌دهد که روح پولیدوروس، پسر پریام است. پریام پولیدوروس را نزد پادشاه تراکیه فرستاده بود تا از جنگ در امان باشد، اما هنگامی که تروا سقوط کرد، پادشاه تراکیا در کنار یونانیان قرار گرفت و پولیدوروس را کشت. پس از برگزاری مراسم تشییع جنازه پولیدوروس، آئنیاس و تروجان‌ها از تراکیا با احساس ترس از نقض اخلاق مهمان نوازی توسط تراکیا حرکت می‌کنند. آنها به سمت جنوب به جزیره مقدس دلوس می‌روند.
آئنیاس و گروهش با کشتی به کرت می‌روند و شروع به ساختن شهر جدیدی کردند، اما به زودی طاعون وحشتناکی رخ می‌دهد. خدایان تروا در خواب به آئنیاس ظاهر می‌شوند و توضیح می‌دهند که پدرش اشتباه می‌کند: سرزمین اجدادی که آپولون به آن اشاره کرده، کرت نیست، بلکه ایتالیا است.
در راه ایتالیا در جزیره‌های مختلف سرگردان می‌شود، گاه با «هارپی» ها کرکسانی با چهرهٔ دختران، رو به رو می‌شود، گاه با «کوکلوپس» ها غول‌های یک چشم و گاه از «خاروپیدس» هیولای دریا می‌گریزد: سرگذشت‌هایی که پیش از این «اودیسئوس» از سر گذرانده. داستان آئنیاس با رسیدن به کارتاژ پایان می‌یابد.

## کتاب چهارم
آئنیاس و دیدون شاهبانوی کارتاژ سرمست از دلدادگی با یکدیگر عشق می‌ورزند. آئنیاس از ادامهٔ سفر منصرف می‌شود و این خبر به ژوپیتر می‌رسد. ژوپیتر آئنیاس را باز به سوی ایتالیا و پادشاهی موعود می‌خواند. آئنیاس بی‌درنگ کارتاژ را ترک می‌کند و دیدو ملکه کارتاژ خود را می‌کشد. این چنین دشمنی دیرینه روم و کارتاژ آغاز می‌شود.

## کتاب پنجم
آئنیاس و افرادش سرانجام به سیسیل در ایتالیا رسیدند و در کومای در شمال خلیج ناپل فرود آمدند. برای بزرگداشت خدایان، مسابقاتی برگزار می‌کنند. در همین حین زنان تروآیی‌ها خسته از سفر بی‌پایان، به قصد این که در سیسیل بمانند و باز سرگردان دریاها نشوند، کشتی‌ها را به آتش می‌کشند. ژوپیتر بارانی می‌فرستد و بعضی از کشتی‌ها را نجات می‌دهد. از آن جا که تعداد کشتی‌ها کاسته شده‌است، آئنیاس ناگزیر پیران و ناتوانان را در سیسیل باقی می‌گذارد و با زبده‌ترین مردان و زنانش راهی ایتالیا می‌شود.

## کتاب ششم
او با پیشگو سیبیل مشورت کرد و از او التماس کرد که او را به جهان مردگان برساند تا بتواند با پدرش آنخیسس صحبت کند. او موافقت کرد، اما ابتدا از او خواست که یک شاخه طلایی (اسطوره‌شناسی) را در یک درخت پیدا کند و میسنوس، رفیقی را که غرق شده بود، دفن کند. او این وظایف را به پایان رساند و سپس به عالم اموات هدایت شد. او در آنجا با دیدو، قهرمانان تروا و پدرش در الیزیوم دیدار کرد. پدرش خلقت جهان و معنای زندگی را توضیح داد. در نهایت، آنها شاهد رژه رومیان بزرگ بودند که به سمت نور زندگی حرکت می‌کردند.
آئنیاس به راهنمایی «سیبیل کومایی» (دیفوبه)، کاهنه غیبگو، به جهان زیرین سفر می‌کند تا روح پدرش را ببیند. پس از گذر از رودخانه ورودی جهان زیرین، از میان ارواح سرگردان (کسانی که خودکشی کرده‌اند یا بدون گور مانده‌اند) می‌گذرد و روح دیدو شهبانوی کارتاژ را می‌بیند. سپس از برابر دروازه دوزخ می‌گذرد و راهبه که راهنمای اوست، شمه‌ای از عذاب‌های دوزخیان را بازمی‌گوید.
سپس به الیزیوم می‌رسد و در آن جا با روح پدرش ملاقات می‌کند. پدرش روح فرزندانی که قرار است از نسل آئنیاس پدید آیند و روم را به بزرگی برسانند به او نشان داده و او را با مژده بزرگی، به ادامه سفرش به سوی ایتالیا ترغیب می‌کند. آئنیاس بازمی‌گردد و بی‌درنگ به سوی ایتالیا بادبان می‌کشد.

## کتاب هفتم
پس از بازگشت از جهان مردگان، آئنیاس و افرادش به رودخانه تیبر رفتند. لاتینوس پادشاه لاتیوم، از آنها استقبال کرد. او پیشنهاد ازدواج با دخترش لاوینیا را به آئنیاس داد. با این حال، یونو نماینده خود آلکتو را فرستاد تا مشکل ایجاد کند. ابتدا ملکه آماتا را متقاعد کرد که به این ازدواج اعتراض کند. بعد، او باعث شد که تورنوس، شاهزاده لاتین همسایه، جنگی را با تروجان‌ها آغاز کند.
آئنیاس قصد آن دارد که با دختر «لاتینوس» پادشاه «لاتین» ها - از اقوام ساکن ایتالیا - ازدواج کند تا بر قدرتش در آن دیار افزوده شود. اما ایزدبانو یونو که از موفقیت آئنیاس و سازگاری سرنوشت با او خشمگین است، می‌کوشد که این موفقیت را هر چه بیشتر تیره سازد. پس با یاری ایزدبانو «آلکتوی» دوزخی، جنگ و خون‌ریزی را در میان ایتالیایی‌ها و تروآیی‌ها می‌پراکند. از جمله «تورنوس» پادشاه «روتولی‌ها» - از اقوام ساکن ایتالیا - که قرار بود با دختر لاتینوس ازدواج کند، خشمگین به جنگ آئنیاس می‌آید.

## کتاب هشتم
آئنیاس برای مقابله با ایتالیاییان، با دشمن آن‌ها پادشاه «اواندر» هم پیمان می‌شود. اواندر برای او تاریخچه سرزمین ایتالیا را بازمی‌گوید: از دورانی که «ساتورن» مردمان وحشی آن دیار را قانون بخشید و بر ایشان حکومت کرد، تا دورانی که «هرکول» دیو هولناک ساکن در آن دیار را کشت. پس از اواندر، دشمنان دیگر ایتالیا نیز با آئنیاس متحد می‌شوند.
ونوس از شوهر خود، «ولکان» ایزد آتش و صنعت، می‌خواهد که برای فرزندش آئنیاس، اسلحه و زره بسازد و ولکان می‌پذیرد و بر آن‌ها تمام تاریخ آینده روم را حکاکی می‌کند و آئنیاس سرنوشت نسل‌های آینده را بر دوش می‌اندازد.
آئنیاس به دهکده پالنتئوم (تپه پالاتین) سفر کرد، جایی که پادشاه اواندر به او گفت که چگونه هرکول او را نجات داده‌است و او را در مورد مزنتیوس، یک اتروسک که توسط رعایایش از سلطنت خلع شده بود و تورنوس به او پناه داده بود، آگاه کرد. او به آئنیاس توصیه کرد که هیچ اتروسک به خود اجازه نخواهد داد که توسط یک ایتالیایی اداره شود و به او گفت که همراه پسرش پالاس برای ادعای رهبری ارتش‌هایی که علیه لاتین‌ها می‌جنگند، برود. ونوس ولکان را متقاعد می‌کند تا زره جدیدی برای آئنیاس بسازد که جنگ‌های آینده روم را به تصویر می‌کشد.

## کتاب نهم
ایتالیاییان - لاتین‌ها و روتولی‌ها - از غیبت آئنیاس استفاده کرده شهر او را محاصره می‌کنند. جنگی سخت درمی‌گیرد.

## کتاب دهم
آئنیاس با هم پیمانانش بازمی‌گردد. سپاهیان ایتالیایی از دوسو محاصره می‌شوند و نبرد به سود تروآیی‌ها می‌گردد. ایزدبانو یونو از ژوپیتر می‌خواهد که لااقل تورنوس پادشاه روتولی‌ها که از تیره خدایان است از کشته شدن نجات دهد. پس ابری را به شکل آئنیاس می‌سازد و تورنوس به خیال این که آئنیاس را دنبال می‌کند، ابر را تعیب کرده، به کشتی ای وارد می‌شود. کشتی حرکت کرده از صحنه جنگ دور می‌شود.

## کتاب یازدهم
آئنیاس به تروجان‌ها دستور داد دروازه‌های خود را ببندند و از جنگیدن خودداری کنند. آنها حتی زمانی که تورنوس و افرادش به اردوگاه آنها حمله کردند، از او اطاعت کردند. تورنوس سرانجام وارد اردوگاه تروجان شد. پس از کشتن چند تروجان، او مجبور شد عقب‌نشینی کند و به سمت افرادش شنا کند. پالاس توسط تورنوس کشته شد و برای او مراسم تشییع جنازه برگزار شد. لاتین‌ها از آئنیاس درخواست آتش‌بس کردند تا بتوانند مردگان خود را جمع‌آوری کنند. او موافقت کرد و تصریح کرد که آخرین چیزی که می‌خواهد جنگ است. آئنیاس پیشنهاد داد تا تورنوس را در نبرد تن به تن ملاقات کند، بنابراین هیچ‌کس دیگری مجبور به مرگ نیست. پس از بحث‌های فراوان، لاتینی‌ها موافقت کردند. با این حال، با نزدیک شدن آئنیاس به شهر، تورنوس ارتش خود را به نبرد فراخواند. تورنوس در کمین منتظر ماند تا آئنیاس از کنار او بگذرد. هر دو لشکر به سمت یکدیگر حرکت کردند.

## کتاب دوازدهم
تروآیی‌ها به شهر لاتین‌ها حمله برده، محاصره‌کنندگان خود را محاصره می‌کنند. جنگ درمی‌گیرد و عاقبت بنا بر آن می‌شود که آئنیاس و تورنوس نبرد تن به تن کنند و نتیجه جنگ را تعیین نمایند. و آئنیاس با لاتینوس پیمانی بست که بر اساس آن کسی که برنده شود با لاوینیا ازدواج خواهد کرد. اگر آئنیاس شکست می‌خورد، تروجان‌ها به‌طور مسالمت آمیز عقب‌نشینی می‌کردند و در پالنتئوم مستقر می‌شدند. بار دیگر، الهه یونو نقشه‌های دیگری داشت و باعث شد که آئنیاس با یک تیر مجروح شود. پس از شفا یافتن توسط مادرش ونوس به نبرد بازگشت. ژوپیتر و همسرش الهه یونو با هم آشتی کردند و یونو سرانجام با سرنوشت روم صلح کرد. تورنوس توسط آئنیاس کشته شد و پس از ازدواج با لاوینیا، آئنیاس شهر لاوینیوم را تأسیس کرد و پسرش اسکانیوس را به عنوان جانشین خود نامید. اسکانیوس سپس پادشاهی آلبا لونگا را تأسیس کرد. حدود ۴۰۰ سال بعد، رومولوس شهر رم را تأسیس کرد.

## موضوعات

### پیتاس
آرمان رومی «پیتاس» («تقوا»، «احترام بر اساس وظیفه»)، که می‌توان آن را از لاتین به‌عنوان احساس وظیفه و از خودگذشتگی در برابر تعهدهای فرزندی، مذهبی و اجتماعی خود ترجمه کرد، محور و هستهٔ اصلی اخلاق روم باستان بود. در سرتاسر انئید، آئنیاس به عنوان تجسم «پیتاس» عمل می‌کند و با عبارت «آئنیاس پرهیزگار» (pius Aeneas) ۲۰ بار در سراسر شعر آمده‌است، بدین وسیله توانایی و ظرفیت خود را به عنوان پدر مردم روم به انجام رساند.
با این حال، «پیتاس» آئنیاس فراتر از تقوای فرزندی و ارادت او به پدرش است: همچنین چندین نمونه از شور مذهبی در او دیده می‌شود. آئنیاس پیوسته مطیع خدایان است، حتی در اعمالی که مخالف خواسته‌های خود است. همانطور که او به یکی از این دستورهای الهی پاسخ مثبت می‌دهد و در عین حال می‌گوید «من به میل خودم به ایتالیا سفر نمی‌کنم.»

آئنیاس علاوه بر پیتاس‌های مذهبی و خانوادگی خود، به ویژه در مقام یک نظامی، میهن‌پرستی و فداکاری شدیدی را تسبا به مردم خود نشان می‌دهد. به عنوان مثال، در حالی که او و پیروانش تروا را ترک می‌کنند، آئنیاس سوگند یاد می‌کند که یک بار دیگر نبرد را آغاز خواهد کرد. «ما بدون انتقام نمی‌میریم.»
آئنیاس نمادی از پیتاس در تمام اشکال آن است، که به عنوان یک الگوی اخلاقی عمل می‌کند که یک رومی باید آرزویش را داشته باشد.

### مداخله الهی
یکی از مکررترین مضامین در انئید موضوع مشیت الهی یا مداخله الهی  است. در سرتاسر شعر، خدایان دائماً بر شخصیت‌های اصلی تأثیر می‌گذارند و تلاش می‌کنند تا بدون توجه به سرنوشت که همه آنها می‌دانند به هر حال اتفاق می افتد، بر روی شخصیت‌های اصلی تأثیر بگذارند. برای مثال، اگرچه یونو می‌داند که در پایان نبرد آئنیاس بر تورنوس پیروز خواهد شد، اما تمام تلاشش را می‌کند تا این نتیجه را به تأخیر بیندازد و از آن جلوگیری کند.
مداخله الهی چندین بار اتفاق می‌افتد، مخصوصاً در کتاب چهارم. آئنیاس عاشق دیدو می‌شود و سرنوشت نهایی خود یعنی سفر به ایتالیا را به تأخیر می‌اندازد. با این حال، در واقع این خدایان هستند که عشق را در دل او انداختند.
یونو با ونوس مادر آئنیاس صحبت می‌کند و توافق می‌کند تا بر زندگی و احساسات دیدو و آئنیاس تأثیر بگذارد. بعداً در همان کتاب، ژوپیتر وارد عمل می‌شود و  آئنیاس را به سرنوشت و مسیر واقعی بازمی‌گرداند، او مرکوری را به رویاهای آئنیاس می‌فرستد و به او می‌گوید که باید به ایتالیا سفر کند و معشوق تازه یافته‌اش را ترک کند.
تعدادی از خدایان سعی می‌کنند در برابر قدرت‌های سرنوشت مداخله کنند، حتی اگر می‌دانند که نتیجه نهایی چه خواهد بود. مداخلات در واقع فقط حواس‌پرتی و به تعویق انداختن امری اجتناب‌ناپذیر است.

### سرنوشت
سرنوشت که به‌عنوان تقدیر و قسمتی از پیش تعیین‌شده توصیف می‌شود که انسان‌ها و خدایان باید آن را دنبال کنند، موضوع اصلی انئید است. برای نمونه زمانی است که آئنیاس از طریق ژوپیتر و مرکوری در حالی که عاشق دیدو می‌شود، به یاد سرنوشت خود می‌افتد.
مهم است که بدانیم بین سرنوشت و مداخله الهی تفاوت قابل توجهی وجود دارد، زیرا حتی اگر خدایان ممکن است سرنوشت و تقدیر نهایی را به انسان‌ها یادآوری کنند، خود خدایان کنترل آن را در دست ندارند. به عنوان مثال، سطرهای آغازین شعر مشخص می‌کند که آئنیاس به «دلیل سرنوشت به ایتالیا آمد»، اما همچنین توسط نیروی مجزای الهه یونو در «خشم بی‌امانش» مورد آزار و اذیت قرار می‌گیرد. حتی با وجود اینکه یونو ممکن است مداخله کند، سرنوشت آئنیاس از قبل تعیین شده‌است و نمی‌توان آن را تغییر داد.

### خشونت و درگیری
از همان آغاز انئید، خشونت و درگیری به عنوان وسیله‌ای برای بقا و تسخیر مورد استفاده قرار می‌گیرد. سفر آئنیاس ناشی از جنگ تروا و نابودی آن است. این یکی از اولین نمونه‌هایی است که نشان می‌دهد چگونه خشونت باعث ایجاد خشونت می‌شود: اگرچه تروجان‌ها می‌دانند که نبرد را باخته‌اند، اما همچنان برای کشورشان می‌جنگند. این خشونت همچنان در طول سفر آئنیاس ادامه دارد. دیدو (ملکه کارتاژ) برای پایان دادن به مشکل دنیوی خود و فرار از این مشکل خود را می‌کشد. او از رفتن آئنیاس دلشکسته شده و تنها مانده‌ و حاکمان خشنی که تاج و تخت او را می‌خواهند، او را احاطه کرده‌اند. خودکشی ملکه دیدو یک شمشیر دو لبه است. در حالی که با خشونت خود را از زیر بار درد رها می‌کند، در آخرین سخنانش از مردم خود، مردم کارتاژ می خواهد که از این پس با نفرت به مردم آئنیاس (رومیان) نگاه کنند.
علاوه بر این، مردم کارتاژ، با شنیدن خبر مرگ ملکه خود، تنها یک راه برای ملامت و سرزنش دارند: تروجان‌هایی که کارتاژ را ترک کرده‌اند؛ بنابراین، درخواست دیدو از مردمش، با نفرت متقابل آنها از آئنیاس و تروجان‌هایش هماهنگ است. در واقع، خودکشی، خشونت‌آمیز دیدو به ماهیت خشونت‌آمیز جنگ‌های کارتاژ و روم در آینده منجر می‌شود. سرانجام، هنگامی که آئنیاس به لاتیوم می‌رسد، ناگزیر درگیری ایجاد می‌شود.
یونو آلکتو، یکی از الهه‌های انتقام را می‌فرستد تا تورنوس را به مصاف آئنیاس بفرستد. در نبردهای بعدی، تورنوس، پالاس را که قرار است تحت حفاظت آئنیاس باشد، می‌کشد. این عمل خشونت‌آمیز باعث می‌شود که آئنیاس خشمگین شود. گرچه تورنوس در آخرین رویارویی خود درخواست بخشش و رحمت می‌کند، وقتی آئنیاس می‌بیند که تورنوس «کمربند شمشیر پالاس» (کمربندی که با تصویر پنجاه داماد کشته شده در داستان دانائیدها تزیین شده بود) را بر خود بسته‌است، او را می‌کشد. این عمل خشونت‌آمیز نهایی نشان می‌دهد که چگونه خشونت تورنوس — عمل کشتن پالاس — به ناچار منجر به خشونت بیشتر و مرگ خود او می‌شود.
این امکان وجود دارد که مضمون تکرار شونده خشونت در انئید تفسیری ظریف بر خشونت خونین جنگ داخلی روم در زمان ویرژیل باشد. جنگ داخلی‌ای که خوانندگان معاصر در دوران جمهوری‌خواه متاخر تجربه می‌کردند. انئید به‌طور بالقوه بررسی می‌کند که آیا خشونت جنگ‌های داخلی برای برقراری صلحی پایدار در زمان آگوستوس ضروری بود یا اینکه این جنگ‌ها فقط به خشونت بیشتر در آینده منجر می‌شود.

### پروپاگاندا
انئید که در زمان سلطنت آگوستوس (بنیانگذار امپراتوری روم) نوشته شده‌است، قهرمان آئنیاس را به عنوان یک رهبر قوی و قدرتمند معرفی می‌کند. تصویرسازی مطلوب از آئنیاس موازی است با آگوستوس از این جهت که سلطنت او را در نوری پیشرو و تحسین‌برانگیز به تصویر می‌کشد و به آگوستوس اجازه می‌دهد تا با تصویر آئنیاس ارتباط مثبتی برقرار کند. اگرچه  بدیهی است که خود آگوستوس حامی مستقیم او نبود و گایوس مایسیناس حامی ویرژیل بود اما او همچنان در دولت آگوستوس شخصیت بالایی داشت و می‌توانست شخصاً این کار را انجام دهد و از نمایش آئنیاس در نور مثبت سود برد.
در انئید، آئنیاس به عنوان امیدی منحصر به فرد برای تولد دوباره مردم تروا به تصویر کشیده شده‌است. آئنیاس که مسئول حفظ قوم خود توسط قدرت الهی است، نمادی از دستاوردهای خود آگوستوس در برقراری نظم پس از دوره طولانی هرج و مرج جنگ‌های داخلی روم در آن دوران است. آگوستوس به عنوان منجی و آخرین امید مردم روم، مشابهتی با آئنیاس به عنوان ناجی ترواها دارد. این یکسان‌پنداری به عنوان پروپاگاندا در حمایت از آگوستوس به شمار می‌آید مردم تروا که به عنوان متحد در پشت رهبر واحدی که آنها را از ویرانی بیرون خواهد برد، قرار گرفته‌اند، تصویری موازی و مشابه با رومیان در زمان آگوستوس را ارائه می‌دهند.
بعداً در کتاب ششم، آئنیاس به عالم اموات سفر می‌کند و پدرش آنخیسس را می‌بیند که به او از سرنوشتش و همچنین سرنوشت مردم روم می‌گوید و شرح می‌دهد که چگونه نوادگان آئنیاس، رومولوس در آینده شهر بزرگ رم را بنیان خواهند نهاد، شهری که در نهایت توسط سزار آگوستوس اداره خواهد شد.
ویرژیل در مورد آیندهٔ سرنوشت‌ساز لاوینیوم می‌نویسد، شهری که آئنیاس خواهد یافت، که به نوبه خود مستقیماً به سلطنت طلایی آگوستوس منتهی خواهد شد. ویرژیل از نوعی تبلیغات ادبی برای نشان دادن سرنوشت رژیم آگوستوس برای آوردن شکوه و صلح به رم استفاده می‌کند.

## ارتباط با دین رومی

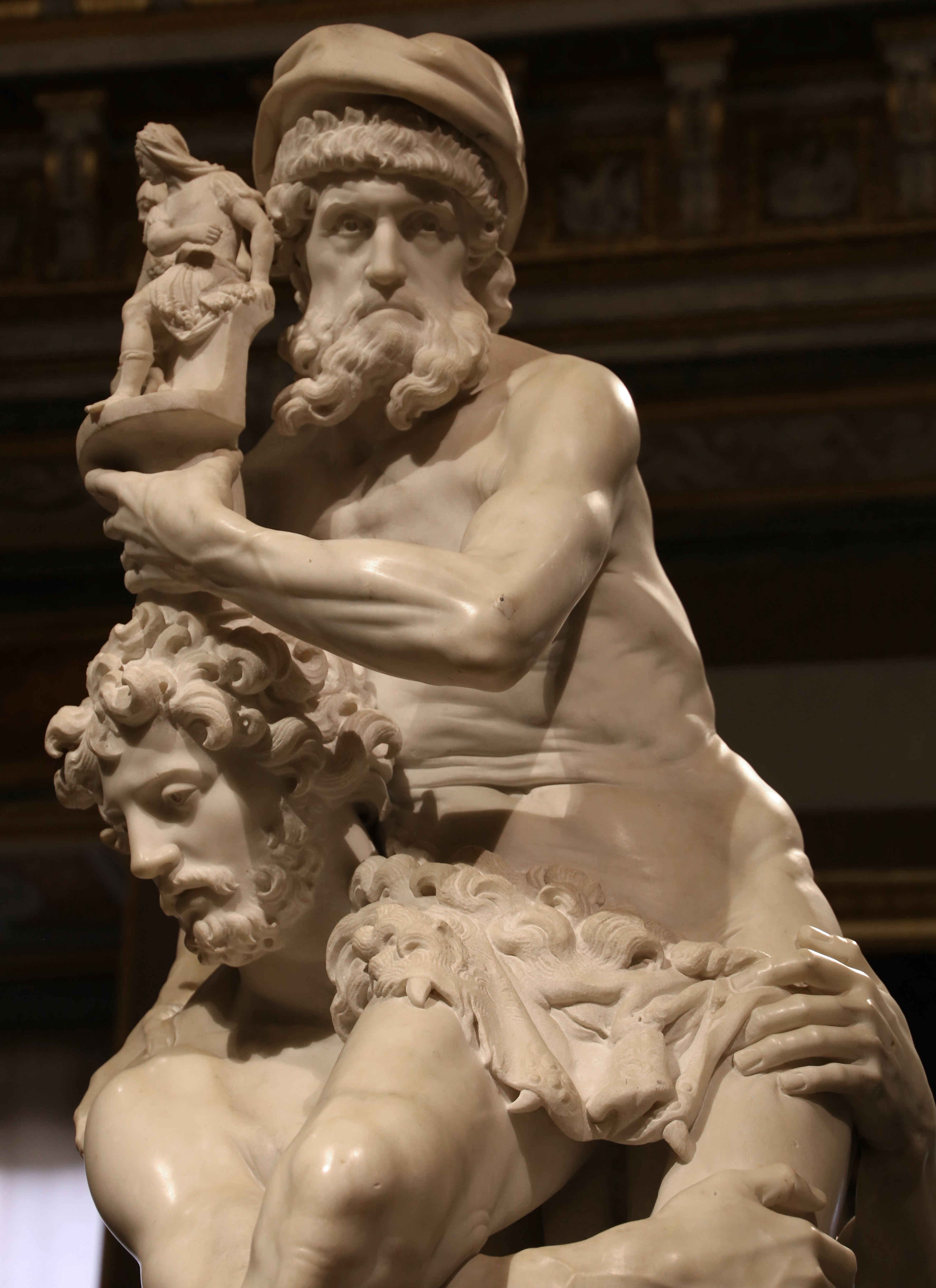
مجسمه آئنیاس، آنخیسس و آسکانیوس، اثر جان لورنتسو برنینی (حدود ۱۶۱۸). گریز آئنیاس از تروا به همراه پدر و پسرش را به تصویر می‌کشد. آنخیسس در دست خود ظرفی را با خاکستر اجدادش حمل می‌کند که در بالای آن دو مجسمه کوچک از پنات‌ها، خدایان خانواده رومی وجود دارد.

ایده اصلی که زیربنای کل انئید است، جشن عظمت و کرامت روم است. اما در کنار این موضوع ملی و در واقع تقریباً همزمان با آن، یک مایه و زمینه مذهبی وجود دارد. هدف ویرژیل در انئید این بود که نشان دهد نه تنها بنای امپراتوری روم در اعماق دوران پایه‌های قهرمانی خود را داشته‌است، بلکه دین رومی، به دور از اینکه کار دست بشر باشد، با هدف الهی طراحی و ساخته شده‌است. انئید بیانگر احساسات مذهبی و همچنین احساسات ملی روم است. این کتاب، به مشابه قرآن در دین رومی دانسته می‌شود.
مأموریت آئنیاس، تسخیر و تمدن قبایل سرگردان ایتالیا، توسط خود زئوس تحمیل شده‌است. هدف همهٔ سرگردانی‌های قهرمان نه تنها تأسیس یک شهر، بلکه معرفی یک عبادت جدید به ایتالیا است. او به‌عنوان همراهانش مجسمه خدایان خانواده را با خود دارد و در تمام پنج کتاب اول او تلاش می‌کند از طریق خطرات خشکی و دریا، مجسمه خدایان خانواده را به لاتیوم بیاورد. نماز اولین عمل در همه موارد اضطراری است؛ ایثار و شُکر، همراه او و عامل رهایی از خطر و دشواری است. پیش‌گویی در هر فرصتی گرفته می‌شود. در هر مرحله قرعه‌کشی می‌شود. دو بار حتی از وخشور بزرگ در  دلفی مشورت شده‌است. رومیان ملتی مذهبی بودند و ویرژیل اگر بخواهد آنها را به فضیلت ترغیب کند، باید معیار بالایی را در برابر آنها قرار دهد. آنها معتقد بودند که پیشرفت امپراتوری آنها توسط آسمان تعیین شده‌است و موفقیت آنها به خدمات شایسته به خدایان بستگی دارد. سیسرون می‌گوید: «ملت‌های دیگر ممکن است در این یا آن موفقیت از ما پیشی بگیرند؛ اسپانیایی‌ها تعدادشان بیشتر است، گال‌ها قدرت بدنی بیشتری دارند، کارتاژی‌ها حیله‌گرتر هستند، یونانی‌ها هنرمندان بهتری هستند، اما در تقوا و دین ما از همه ملت‌ها و مردمان دیگر پیشی می‌گیریم.» و هوراس در تصحیح دولت روم می‌گوید: «تو حکومت می‌کنی زیرا اعتراف می‌کنی که خدایان از تو بزرگترند». الوهیت‌های که در آنه‌اید می‌یابیم، الوهیت‌های رومی و در همدلی کامل با سرنوشت روم هستند. ابتدا الوهیت بزرگ، نیروی غیبی را می‌یابیم که بر کل شعر غالب است. قدرت آن نامحدود به نظر می‌رسد. هرچند مایه هیبت آئنیاس و یارانش است اما منبع اعتماد آنهاست. کلمه‌ای که ویرژیل برای تشخیص این قدرت به کار می‌برد، «فاتا» است، یعنی «سرنوشت». علاوه بر تمام این سرنوشت‌های قدرتمند و همیشه فعال، انئید بسیاری از باورهایی را که فضای روم در زمان ویرژیل را درگیر می‌کرد، به شکلی شاعرانه بازتاب می‌دهد. در همین راستا ستایش میزبانی خدایان بیگانه ای که در معابد رومی مستقر شده بودند، در کتاب دیده می‌شود. در زمان ویرژیل دین رومیان قدیم و تقوای استوار جمهوری روم، در حال فروپاشی بود و مأموریت او حمایت از آن، تقویت آن، و بازسازی آن شد. او این کار را با تبدیل کردن ویژگی اصلی قهرمان به یک ویژگی مذهبی انجام داد.

## پیشگویی ویرژیل
در ابتدایی‌ترین شکل پیشگویی ویرژیل به این صورت عمل می‌شد: وقتی شخصی خود را در بلاتکلیفی می‌دید، به سادگی نسخه‌ای از انئید را برمی‌داشت و اجازه می‌داد صفحه‌ای تصادفی باز شود. سپس اولین خطی را که نظرش را جلب می‌کرد انتخاب می‌کرد. تصور می‌شد که این خط به آنها بینشی نسبت به آینده را بدهد.
در طول قرن‌ها، دیگران به دنبال کشف سرنوشت خود در این کتاب بودند، از فرانسوا رابله، رمان‌نویس فرانسوی، در اوایل قرن شانزدهم، تا پادشاه بریتانیا، چارلز یکم، که در طول جنگ داخلی از یک کتابخانه آکسفورد بازدید کرد و به جهت پیشگویی انگشت خود را روی قسمتی از کتاب انئید گذاشت تا دو قرن و نیم بعد، زمانی که آلمانی‌ها در آغاز جنگ جهانی اول به سمت پاریس حرکت کردند.

## مرگ ویرژیل و ویرایش

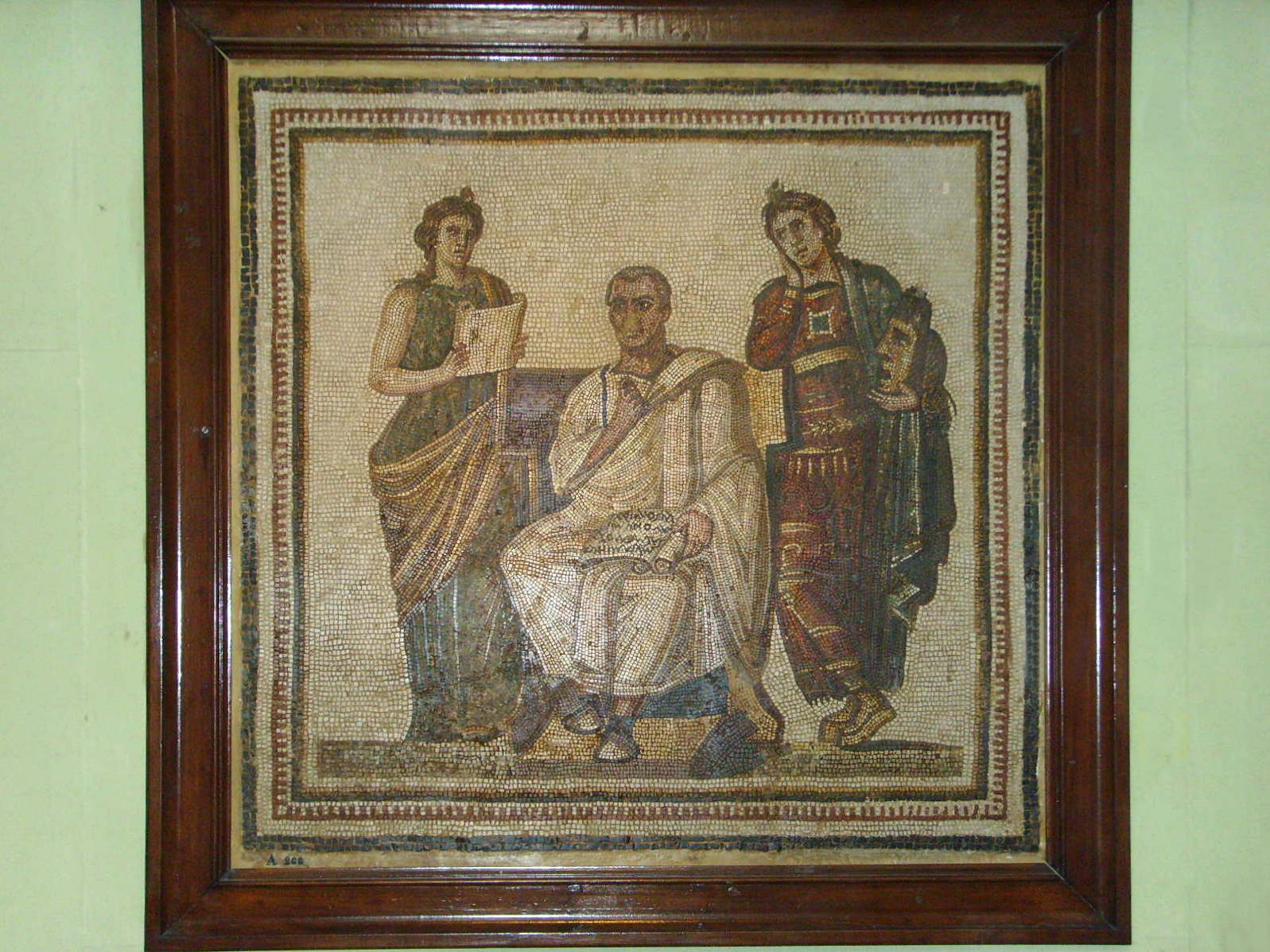
ویرژیل، دست‌نوشته‌ای از «انئید» را در دست دارد که در کنار آن موسی‌ها کلیو (اسطوره) (تاریخ) و ملپومنه (تراژدی) هستند. در یک موزاییک رومی، قرن سوم میلادی، از هادرومتوم، اکنون در موزه ملی باردو، تونس (شهر).

طبق سنت، ویرژیل در حدود ۱۹ قبل از میلاد به یونان سفر کرد تا «انئید» را بازبینی کند. ویرجیل پس از ملاقات با آگوستوس در آتن و تصمیم به بازگشت به خانه، هنگام بازدید از شهری در نزدیکی مگارا تب گرفت. ویرژیل با کشتی به ایتالیا رفت، بر اثر بیماری ضعیف شد و در بندر بریندیزی در ۲۱ سپتامبر ۱۹ پیش از میلاد درگذشت و آرزوی سوزاندن نسخه خطی «انئید» را به جای گذاشت. آگوستوس به مجریان ادبی ویرژیل، لوسیوس واریوس روفوس و پلوتیوس توکا دستور داد که این آرزو را نادیده بگیرند، در عوض دستور دادند «انئید» با کمترین تغییرات ویرایشی منتشر شود.: ۱۱۲ 